# Halbtenderlokomotive
Die Halbtenderlokomotive ist eine Sonderbauform der Dampflokomotive, bei der Betriebsvorräte sowohl auf der Lokomotive, wie auch auf einem von der Lokomotive trennbaren Wagen oder Schlepptender mitgeführt wurden. Die Ausführung ist somit eine Mischform zwischen einer Tenderlokomotive und einer Dampflokomotive mit Schlepptender.
Es gab verschiedene Gründe für die Ausführung von Halbtenderlokomotiven:
Italien

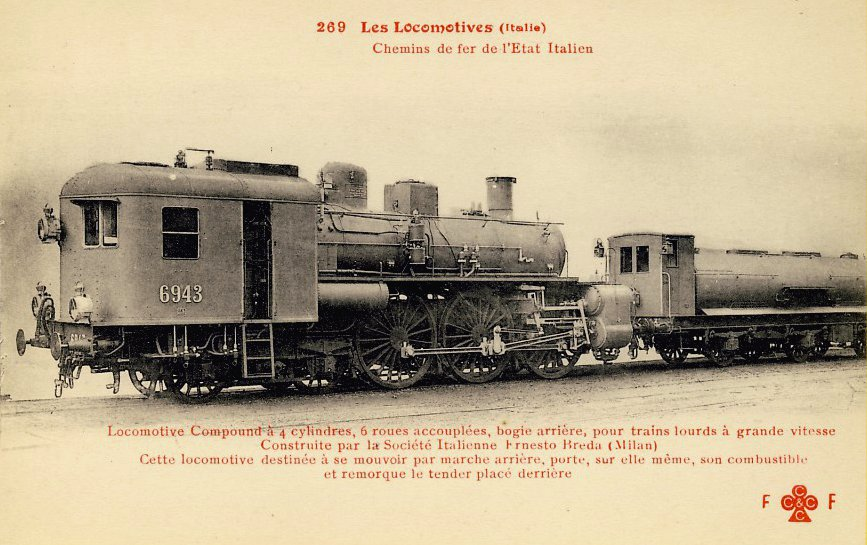
RA 500 mit Wasserwagen

- RA 500 mit Wasserwagen Bei der Baureihe 500 der Rete Adriatica wurde der Kessel entgegen der üblichen Bauform einer Dampflokomotive mit dem Schornstein nach hinten angeordnet und der Führerstand in Fahrtrichtung am vorderen Ende der Lokomotive, womit eine sogenannte Cab-Forward-Lokomotive entstand. Dies erforderte, dass die Kohle auf der Lokomotive mitgeführt werden musste, da ein Schlepptender für das Personal nicht erreichbar gewesen wäre. Damit bei den langen Fahrten der Schnellzuglokomotive trotzdem genügend Vorräte mitgenommen werden konnte, wurde das Wasser auf einem separaten Wagen mitgeführt, der gleichzeitig die Funktion des Schutzwagens zwischen Lokomotive und Zug übernahm, der Anfang des 19. Jahrhunderts in Italien Pflicht war.[1]

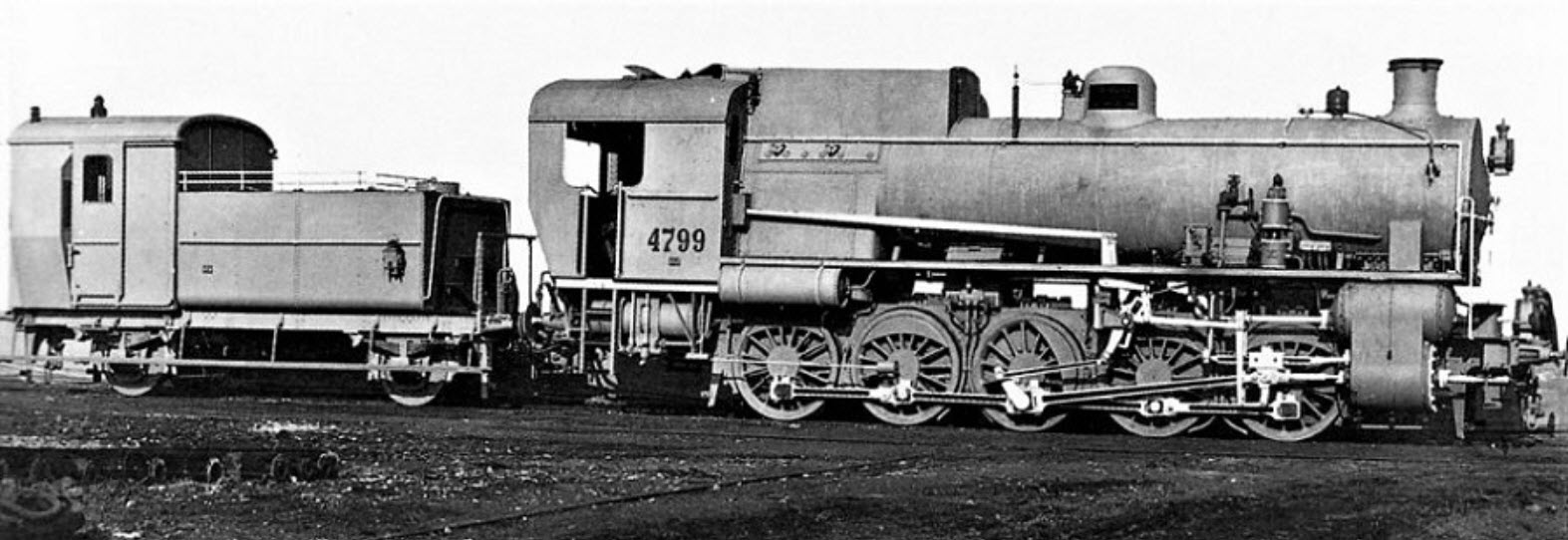
Die spätere 470.099 mit Wasserwagen

- Die spätere 470.099 mit Wasserwagen Die Baureihe 470 der FS war eine schwere Lokomotive für den Dienst auf Gebirgsstrecken. Um ein Abdrehen der Lokomotive am Ende der Fahrt zu vermeiden, wurde die Kohle auf der Lokomotive mitgeführt, aber das Wasser auf einem eigenen Wagen, der zudem noch ein Gepäckabteil für den Zugführer enthielt und ebenfalls als Schutzwagen diente. Weil sowohl Lokomotive, wie Wagen an beiden Fahrzeugenden mit Wasserkupplungen versehen waren, konnte der Wagen am Ende der Strecke von der Lokomotive umfahren werden.[2]

Feldbahnen
- Bei den Deutschen Heeresfeldbahnen waren Drei- und Vierkupplerlokomotiven als Halbtenderlokomotiven im Einsatz. Der Schlepptender hatte hier die Funktion, die Reichweite der Lokomotive zu vergrößern. Weil sowohl Wasser wie Brennstoff auch auf der Lokomotive mitgeführt wurde, konnte diese über kürzere Strecken auch ohne den Tender verkehren. Neben eigentlichen Schlepptendern kamen manchmal auch normale Güterwagen zum Einsatz, welch die Funktion als Hilfstender übernahmen.[3]

Russland
- Die Rjasan-Uraler Bahn beschaffte 2C1-Tenderlokomotiven der Baureihe Ъх, die nach kurzer Zeit zu Halbtenderlokomotiven umgebaut wurden.[4]